# Скуетниеки
Скуетниеки (Скуятниеки, латыш. Skujetnīki) — населённый пункт в Ругайском крае Латвии. Входит в состав Лаздукалнской волости. По данным на 2015 год, в населённом пункте проживало 139 человек. Рядом с селом протекают реки Салпите и Пиестиня.

## История
В советское время населённый пункт входил в состав Лаздукалнского сельсовета Балвского района. В селе располагался колхоз «Силайне».